# Poon Lok Yan
Poon Lok Yan (en xinès: 潘樂恩, n. 22 ago 1991) és una esportista de Hong Kong que competeix en bàdminton en la categoria de dobles.
Juntament amb Tse Ying Suet, ha rebut els seus millors resultats competitius en dobles femení. La seva destacada actuació va ser al 2011 India Super Series on van arribar a les semifinals. Elles van superar aquest resultat en el 2011 Japan Super Series i van estar en condicions de qualificar per al Jocs Olímpics de Londres 2012. Als 2012 Japan Super Series, juntament amb Tse Ying Suet va guanyar el campió de dobles femení al vèncer 4 parelles del Japó consecutivament.